# 矮泽芹
矮泽芹（学名：Chamaesium paradoxum）为伞形科矮泽芹属的植物，是中国的特有植物。分布于中国大陆的云南、四川等地，生长于海拔340米至4,800米的地区，多生于山坡湿草地，目前尚未由人工引种栽培。